# Thuốc xỉa
Thuốc xỉa là thuốc lào phơi khô, ủ lên men, thái sợi nhỏ (dạng thuốc rê) rồi ngậm trong miệng. Người dùng thường kẹp ở một bên má giữa môi trên và răng, thỉnh thoảng nhai chắt lấy nước để nuốt hay nhổ ra. Ở Việt Nam người dùng thuốc xỉa còn lấy tay cầm nhúm thuốc chà vào răng, cho như vậy thì răng sẽ đen và đẹp hơn khi tục nhuộm răng còn phổ biến. Người ngậm thuốc xỉa, tùy lượng thuốc lớn hay nhỏ, sẽ phùng má một bên vì nhúm thuốc như bị sưng.
Tục dùng thuốc lào nguyên thủy là từ  thổ dân châu Mỹ sau du nhập khắp nơi.
Tại Việt Nam thuốc xỉa không phổ biến bằng tục ăn trầu hay hút thuốc lá. Có nơi thuốc xỉa và trầu dùng song hành nhất là tại miền Trung và miền Nam.

## Sức khỏe
Việc dùng thuốc xia có hại cho sức khỏe, liên quan đến ung thư miệng và cổ họng.
1. ↑  "Một thời thuốc là Cẩm Lệ"
2. ↑  Detailed Guide: Cancer (General Information) Signs and Symptoms of Cancer Lưu trữ ngày 27 tháng 6 năm 2010 tại Wayback Machine.
3. ↑  "Smokeless Tobacco and Some Tobacco-specific N-Nitrosamines". IARC Monographs on the Evaluation of Carcinogenic Risks to Humans. Quyển 87. 2007.